# Zorlențu Mare
Zorlențu Mare è un comune della Romania di 928 abitanti, ubicato nel distretto di Caraș-Severin, nella regione storica del Banato.
Il comune è formato dall'unione di 2 villaggi: Zorlencior e Zorlențu Mare.